# وادي الريان (إربد)
وادي الريان منطقة سكنية تقع في لواء الأغوار الشمالية، محافظة إربد في الأردن. تنتمي المنطقة لقضاء الأغوار الشمالية الذي يضم 23 منطقة. يقدر عدد سكانها بـ 7144 نسمة حسب إحصاء 2015. ويعتبر وادي الريان، مورداً رئيسياً لدخل مئات الأسر في بلدة جديتا التي يتبع لها، ويزيد عدد سكانها عن 23 الف نسمة، يعتمد غالبيتهم على بيع محاصيل الرمان المميزة إلى جانب التين والعنب. وبسبب طبيعة المنطقة السياحية والمناسبة للرحلات، تم بناء العديد من الاستراحات من قبل اصحاب الأراضي الذين تنبهوا لاستثمار جمالية الوادي الخلابة سياحياً بمياهه وشلالاته وخضرته، حيث تتواجد حاليا نحو 15 استراحة خاصة لتلك الغاية حفزت الزوار على التردد للاستمتاع بطبيعة الوادي . في عام 2019 قامت مديرية سياحة اربد باستملاك خمسة دونمات على مدخل وادي الريان في لواء الكورة في محافظة اربد لغايات تنفيذ مشروع سياحي متكامل بدعم من مجلس المحافظة «اللامركزية»  تتميز الاشجار في المنطقة، ان الاشجار على طول امتداده متشابكة مع بعضها البعض وتتدفق المياه على جانبها حيث بالإمكان الجلوس تحت هذه الاشجار والاستماع بظلها لساعات طويله مع التمتع بتدفق المياه وهديرها وممارسة الاستجمام والتمتع ببرودتها خصوصا مع بداية فصل الربيع. 

## معرض الصور

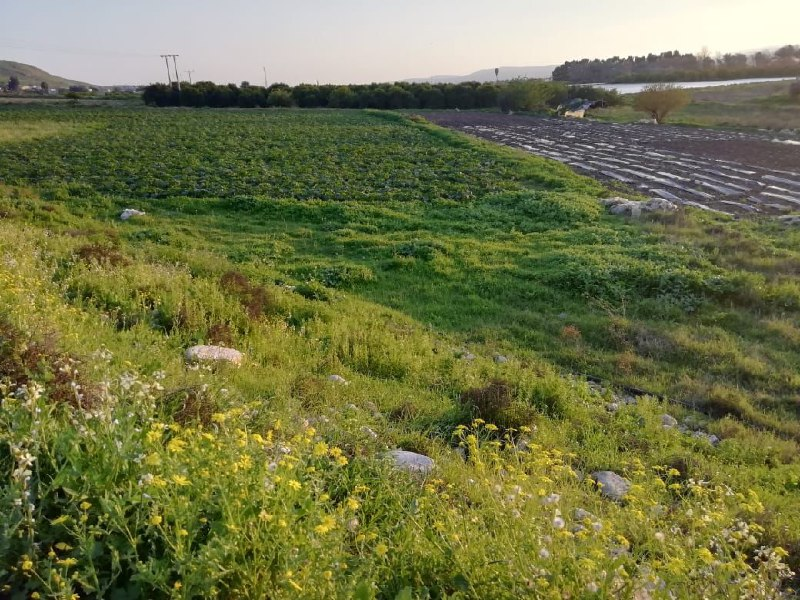
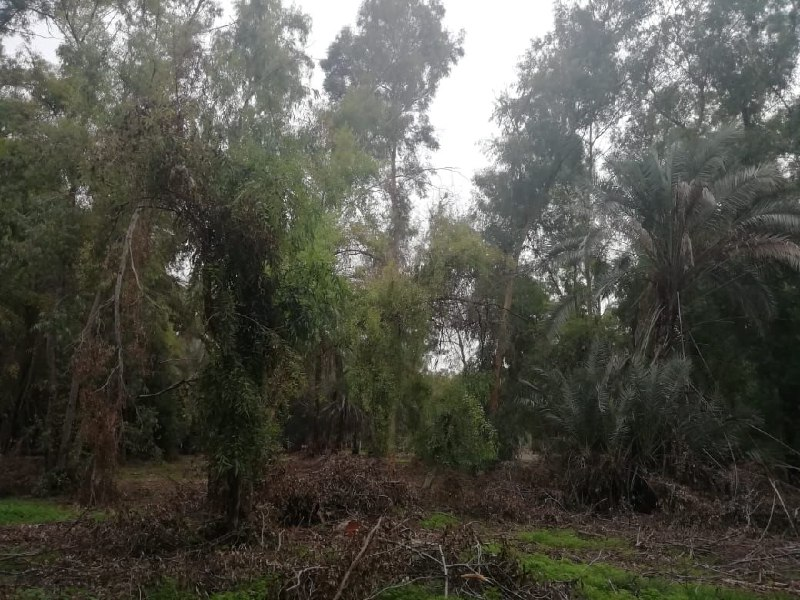
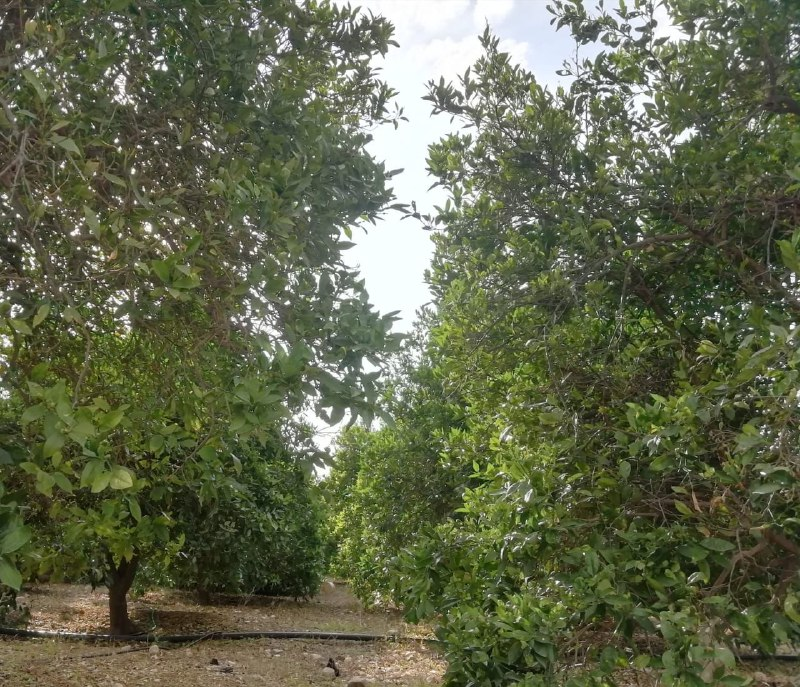
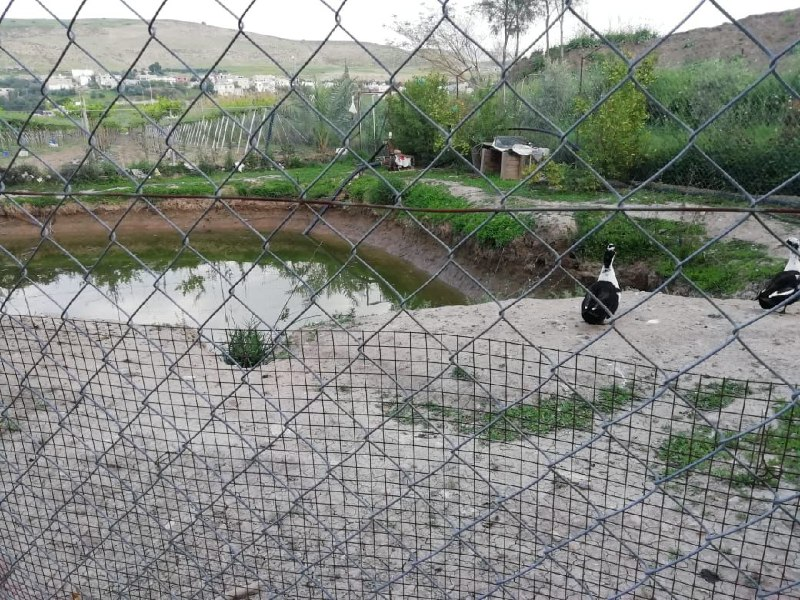
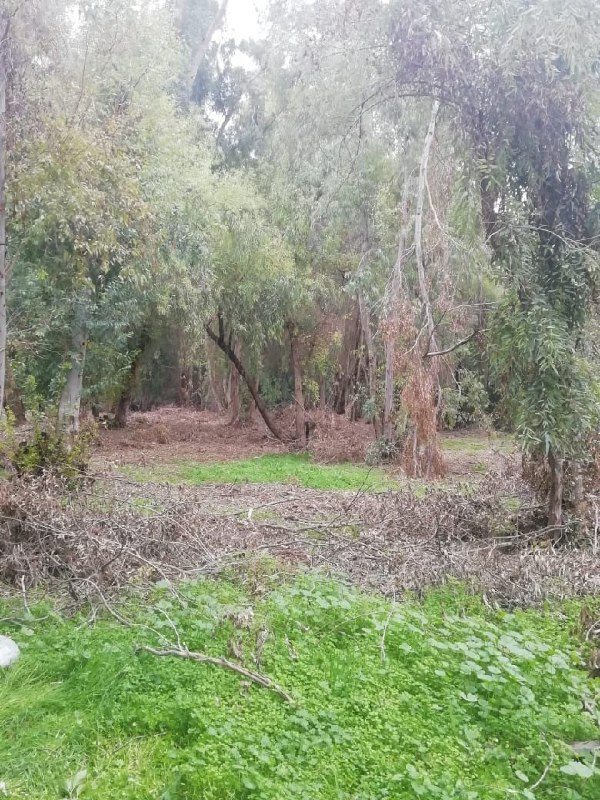
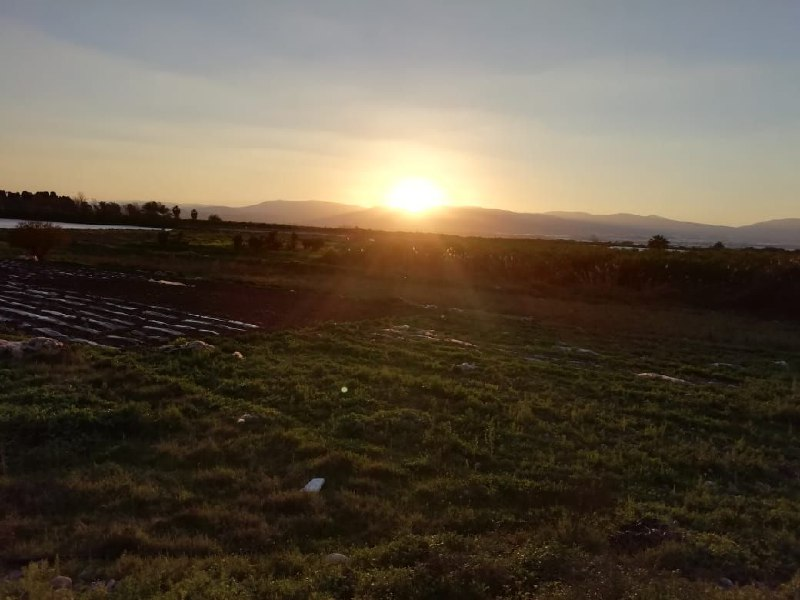
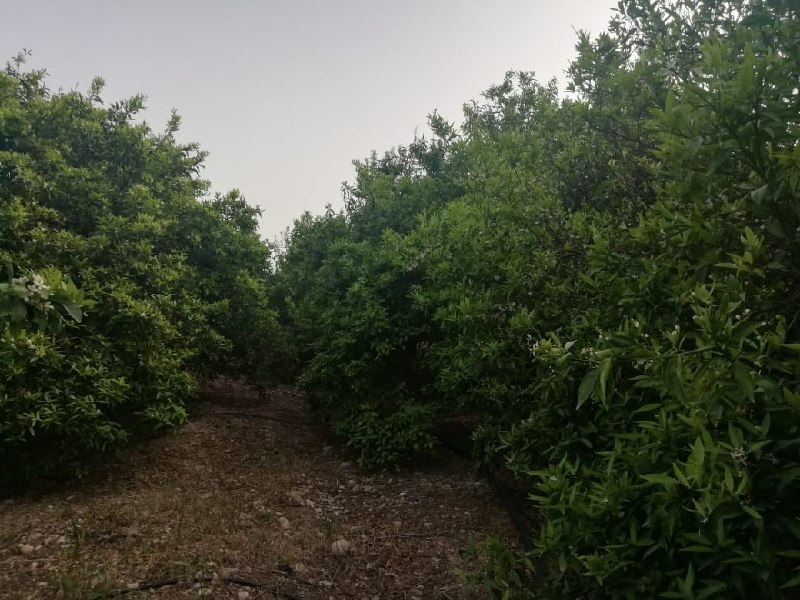

## الوصلات الخارجية
- دائرة الاحصاءات العامة